# Zhang Zhaoxu
Zhang Zhaoxu (kinesiska: 张兆旭, Zhāng Zhàoxù), född den 18 november 1985 i Yantai i Shandong, är en kinesisk basketspelare.
Zhang deltog i OS-turneringen i London 2012. Han är 228 centimeter lång och var därmed den längsta deltagaren i hela OS 2012.
Han spelar för Shanghai Sharks Basketball i Shanghai.
Zhang studerade 2007–2010 internationella studier och idrottsvetenskap på University of California i Berkeley i USA.